# 賴時輝
賴時輝（1819年—1884年6月23日），字夢修，號省齋，諱斗靈，臺灣嘉義縣嘉義東堡莆姜林崙仔頂庄（今嘉義縣中埔鄉和睦村:134）人。清代臺灣商人、中醫醫師、慈善家。其家境貧寒，後因經營中藥行而逐漸致富，戴潮春事件時，辦理聯義局、嘉安局兩局局務，參與嘉義縣城的防守。其與歲貢陳熙年積極興辦社會事業，在地方上有設育嬰堂、創建義倉、鋪設府路、開北香湖、造永安橋、滅火施藥等事蹟。

## 生平

### 年少貧苦
賴時輝於嘉庆二十四年（1819年）生於嘉義東堡八獎溪崙仔頂庄出城南五里。自幼家貧，三歲時，生母賴江氏專即去世，賴時輝之父賴新喜又娶了賴陳氏有治作為繼母。7年後，鄉里之間有一位名叫林啟宗的「教讀」相當器重賴時輝，希望他跟著自己一起讀書，但賴新喜邊嘆息邊說：「我只希望賴時輝能趕趕牛就好了，我們現在連餬口的時間都沒有，哪還能讀書？」林啟宗回答道：「既然這樣的話，那起碼讓他跟在我身邊教書，總可以了吧？」賴新喜才答應了他的請求。賴時輝讀了幾年書後，已達到「文理清順」的程度。林啟宗相當開心，說道：「你有個孩子，我也有個徒弟了，豈負我哉！」
不料，在道光十二年（1832年）嘉義地區爆發張丙之亂，賴家家產被洗劫一空:34，雖然賴時輝抵達郡城（今台南）參加童試，名邦彥，但遭逢其繼母逝世，因此返回老家。又因家產被焚毀一空:34，因此賴時輝必須照顧年老力衰的父親，還要輟學幫忙父親耕作，過著一貧如洗的生活。傳聞當時賴時輝與弟弟賴贊鳳因沒錢購買空心菜:51，而把鑲在桌子上之銅錢挖出使用:34。然而，又碰到連年歲旱:34，催租人逼迫收租人一定要繳出足夠的田租。賴時輝感嘆父親如此勤勞的耕作，不索取任何的田租，卻反而遭到租戶所羞辱，深感務農並非「立身成業之道」，因此棄農從醫，進入「和安藥店」學習中藥之術。
道光十八年（1838年）賴時輝20歲時，賴新喜過世:34。《嘉城賴仁記家譜》紀載，賴新喜曾於逝世5天前告知賴時輝自己即將過世的消息，說道：「我在五天巳刻之後就會與你們訣別，但我們家沒有什麼錢財，將來可能沒辦法辦喪事，希望你向舅舅借一些錢應急。」賴時輝便向自己的舅舅借錢，舅舅捐助他兩串錢、兩疋布，以及一具棺材。賴新喜對賴時輝兄弟嘆道：「我是黃家的佃農，在田地的旁邊，有一塊大石頭橫於岸中，在我死後，一定要將我葬在那裡。」賴新喜死後，墳墓更是在左鄰右舍的協助之下，才得以建造完成。

### 棄農從商
由於賴時輝之弟賴贊鳳患有蠱病，賴時輝感念其無人照顧，於是先為賴贊鳳迎娶賴黃氏益（1822－1878）:34-35。之後在23歲（1841年）時，開始獨立經營「德和藥店」，奔波於福建、浙江等地進行貿易。他在每年秋天，將嘉義名產龍眼親自運送至浙江寧波銷售，與當地商人交換中藥材:35。道光二十七年（1847年），迎娶陳賴氏勸:36。相傳賴時輝經營貿易，獲取許多利潤，逐漸引發他人嫉妒，因此有人將其即將運回臺灣的中藥袋全數換成低價的當歸，賴時輝看到中藥袋裡滿是當歸，只能將其堆放在閣樓中。道光三十年（1850年），嘉義地區爆發戰亂，地方動盪不安，同時引發大規模的瘟疫，導致當歸價格暴漲，賴時輝因此賺了不少錢:35。
賴時輝在累積一定財富後，感念鄉村地區位處偏僻，並非商業往來區域，因此模仿晏子「小人近市」之典故，移居嘉義縣城之布街（今公明路）。

### 與眾守城
同治元年（1862年），戴潮春事件爆發。農曆三月，戴軍首領嚴辨（一作嚴汴）、呂梓等人進攻嘉義縣城，嘉義圍城戰爆發。當時，嘉義城內的糧食逐漸耗盡，富商許山將庫存的龍眼核「磨粉代食」，稱作「太平餅」:43。賴時輝留有一首〈太平餅〉詩，記錄當時景況，收錄於《全臺詩》第伍冊之中：
|  | 血戰三年為守城，糧空矢盡眾心驚。 技窮羅掘終殲敵，核餅香濃致太平。 |

五月，屯兵趕往縣城救援官兵，行至下路頭時被戴軍截殺，傷兵接連入城，賴時輝出藥醫治，並給予其錢財。後屯兵隊隊長親自抵達藥店道謝，贈與其「惠我戎行」之匾。

賴時輝除了醫治傷者之外，還必須在城牆周圍巡邏:43。賴時輝晚歸之時，賴陳氏勸則是徹夜守候，等待其歸來，不敢輕易鬆懈。賴時輝在同治二年（1864年）作有一首詩，題曰〈巡城口占〉，描寫其於夜晚巡城時之心境:43，與〈太平餅〉一同收錄於《全臺詩》第伍冊之中：
|  | 矢盡糧空日，軍心夜數驚； 秋深宵析冷，殘月照孤城。 爽文終自潰，人力勝天工； 戴逆揮螳臂，堅城未許攻。 |

四月，賴時輝籌設分局，鼓舞莆姜林四十九庄之庄民抵抗戴軍。當時，戴軍駐紮於五穀廟，賴時輝暗中率領義民圍剿戴軍，屢屢燒毀戴軍的營寨，並設計令戴軍自相攻擊，最終斬下十九個頭顱。當時，戴軍勢力強大，官軍屢屢挫敗，賴時輝趕緊連絡上茄苳（今臺南市後壁區嘉苳村）以及附近地區，為臺灣鎮總兵林向榮接濟糧餉。林向榮二度前來救援嘉義縣城時大敗敵軍，賴時輝聯絡大溪厝庄（今嘉義市大溪里）、粗溪（今嘉義縣水上鄉粗溪村）、向口（今嘉義縣水上鄉下寮村巷口）、頂寮（今嘉義縣水上鄉頂寮）、下寮（今嘉義縣水上鄉下寮村）、上茄苳（於今台南市後壁區嘉田里、嘉民里一帶:163）、水窟頭（今嘉義縣水上鄉水頭村）、后仔后（於今台南市白河區內）等地的賴姓族人，以及外溪洲（今嘉義縣水上鄉溪州村）、大窟尾（於今嘉義縣水上鄉內）等地的林姓族人前往援助林向榮軍隊。
五月十一日，臺灣南部爆發強烈地震（1862年台南地震），導致嘉義縣城城墻倒塌，戴軍趁機攻城，賴陳氏勸命令民眾以「蕉袋實土」，塞入城牆的縫隙中。賴時輝也將之塞進城牆所崩塌之處，並雇用工人扛「豬枮」上城填補縫隙，又用布袋「烟箱入土」，充當雉堞，每位工人均給予二百文的薪水。後率領義軍作戰，戴軍敗退。七月，賴時輝提議修建城郭，工程甫一竣工，戴軍大股便再度圍攻嘉義縣城。賴時輝鼓勵各境之頭人巡邏城內，後組織「聯義局」，平定地方治安，並擔任該局局長:42-43。
臺灣鎮總兵林向榮後於斗六門駐軍，但全軍覆沒，戴軍勢力日盛。戴軍首領呂梓曾透過公館頭人林肯向賴時輝請求，希望他不要繼續在聯義局運作，幫官守城。賴時輝不為所動，反而勸說林肯以及呂梓軍隊的前鋒蕭漏，一同殺害呂梓。但因林肯、蕭漏二人之間有嫌隙，消息因而走漏風聲，蕭漏逃跑，殺害呂梓的想法未能實現。
而後，白杞藔庄（今嘉義縣竹崎鄉白杞村）的數千名義民欲救援嘉義縣城，但敗敵於火燒庄（今嘉義縣中埔鄉富收村），死者23名。賴時輝派人埋葬死者的屍骨，又「備銀二百三十元」，交由陳鴻瀛分發至陣亡士兵的家屬。

賴時輝也在同治三年（1864年）寫了一首詩，題作〈潮春攻城解圍誌感〉，回憶此戰役之往事:43-44，與〈太平餅〉、〈巡城口占〉一同收錄至《全臺詩》第伍冊之中：
|  | 潮春倡亂肆被揭，欲奪諸羅賊焰張； 三載環攻圍始解，一心防禦銳難當。 成城眾志金湯固，破敵群情鐵石強； 團練義民殊死戰，不愁矢盡與無糧。 郡城咫尺若天涯，兵薄援稀敵似豺； 不寐何愁霄有警，斷炊遑恤灶無柴。 和糠核餅充枵腹，遇難官軍死滿街； 我勵義民心勿餒，果然圍解慶和諧。 義勇堪嘉錫縣名，目前眾志已成城。 連攻不落惟斯邑，屢困能通賴眾擎。 更有褒忠鄉媲美，儘多賞卹澤榮膺。 重重浩劫疲奔命，譜入新詩老淚橫。 |

待事件平定後，賴時輝受朝廷賞戴藍翎，即用分府之職，並「保舉儘先守備」。後報捐同知銜並賞戴藍翎，恭請三代封典。

#### 善後措施
- 莆姜林四十九庄大路，賴時輝曾在同治三年（1864年）重修此路
- 道爺圳糯米橋是由賴時輝與貢生陳熙年合力建造，後於2014年11月14日公告為嘉義市市定古蹟[32]

在事件平定後，官軍嚮導吳志高的麾下部屬開始搶劫居民，賴時輝與當地仕紳黃大章曾「面稟營縣」，要求重懲官兵，並貼出告示，以安定民心，此舉便造成吳志高與賴時輝之間的嫌隙。
而在平和廟後、鐵屎堆（一稱鐵屎墩:99、鐵屁墩:62，於今嘉義市北門圓環東側:62，民權路以南一帶:99）、龍過脉（一作龍過脈，今嘉義市龍山里:136）等處，有許多骨骸暴露在外，賴時輝一再「稟官出示」，但仍然有許多屍骸無人認領，遂自備工資，將無人認領的骸骨逐一收埋。賴時輝為避免男女混葬，因此將骨骸「分葬插標」，分為三處，一共有百餘座墓塚。其將墓園擇址於城南山，命名為「新塚」。
嘉義縣城西門、南門兩城門口各有一座吊橋，但吊橋已損壞多時，賴時輝遂「備資修造」。而朱子公廟前面的道路（即南田古道，今宣信街一帶）原有一座石橋，但在同治元年（1862年）遭盜賊折斷。賴時輝認為，此道路是莆姜林四十九庄往來嘉義縣城的重要路徑，因此他在同治三年（1864年）自出工資，修造此橋，並在石橋附近另外建造一座小橋，即為「道爺圳糯米橋」。後又鋪石路至草地尾（今嘉義市東區芳安里:147、芳草里:143一帶），並與人合造正音厝橋、番仔溝橋等橋樑。
在戰亂過後，人心未定:70，賴時輝因此修造平和廟、城隍廟、神農廟、龍神廟、武聖廟、崇聖祠、明倫堂、忠烈祠、義民祠、節孝祠等廟宇，以安定民心:70。賴時輝認為嘉義孔子廟的舊牆過高，難以消煞，因此將孔子廟的外牆改低，並開窗通氣，自行捐出六百銀元，稟官在案。他也在八掌溪後庄洋「買田一宗」，價銀一百元，年收股一十八石，又租賃五元銀錢，為崙仔頂庄福德爺香祀，每年再出戲金二元，歸爐主收用。而在地藏庵的右畔有一座義墳，備資交由蘇光助建築。同治八年（1869年），與陳熙年、黃大章、白英等人發起重修佛光山圓福寺附近的萬安亭（義士廟、五百三公祠），並共同募資一千六百二十餘圓，作為重修的經費。但募資後，金額尚不足一百七十餘元，後由張高丕捐助此金額:156。

由於嘉義縣義倉（位於今嘉義市公明路與成仁街口附近:62）在嘉義圍城戰時發揮極大的作用，在事件平定後，賴時輝遂與嘉義仕紳陳熙年出資重修義倉:63，又於桃仔尾（今嘉義市東區仁和里中央七彩噴水池一帶:101）建立義倉，儲存糧食，以備不時之需:144。後人有詩追憶其功績:63：
|  | 最難逆料是天時，孤立山城救濟遲； 一自義倉提倡後，偶遇災歉不愁飢。 |

##### 請獎義民
在戴潮春事件平定後，臺灣鎮總兵曾元福與臺灣道丁曰健等人於同治五年（1866年）三月二十九日上奏朝廷，希望能請獎在戰役中陣亡的兵勇，但此後並無下文:74。後欽差大臣沈葆楨巡視臺灣，賴時輝與嘉義仕紳陳熙年、黃大章、林啟東、賴世英、賴世良、張琮烈等人共同聯署，經由曾擔任嘉義縣知縣，現擔任臺灣縣知縣的白鸞卿於同治十三年（1874年）十一月初六日轉呈至沈葆楨，要求為因戴潮春事件而殉難的嘉義義民興建義民祠。稟稱：
竊嘉邑原名諸羅，乾隆年間，林逆滋事，圍困城池，民皆效命，死守危城，後至米盡糧空，析骸易子，終存忠義之心，以待援師。荷蒙皇恩寵錫，賜名嘉義，以為旌表，而志不朽。是誠一字榮褒，甚於華袞也。厥後雖有小醜跳梁，旋撲旋滅，其最甚者，莫如同治元、二兩年彰邑戴逆之變。遍地賊氛，全台震動。嘉邑為中權扼要之區，兩次被圍，歷時八月。嘉以矢絕援窮，即人力之莫措，兼之地震堞頹，複糧餉乏罄空。當此時也，勢如壘卵，合城十六境，心存忠義，議設聯議局，誓以死守。富者損資，貧者出力，日則縋城擊賊，夜則登埤守御。雖至枵腹絕食，猶複負戟從軍。嗟彼境民潘締等，或被殺殞命，或中槍身亡，蕩平後經將陣亡各勇姓名造冊，僉懇轉祥請獎，已蒙前鎮憲曾、道憲丁於同治五年三月十九日會奏，八月十九日內閣奉上諭，陣亡義首義勇等交部從優議恤，欽此，等因。仰見皇恩浩蕩，第延今多年，未奉部覆。伏思朝廷盛典，無不破格恩施，不蒙詳請優恤於死事地方，由紳民公同捐建義民祠，春秋祭祀，何以慰忠魂於地下、昭激勸於將來？茲欽差大臣渡台巡閱，辦理海防，用特造具各勇姓名清冊，瀝情稟懇，伏乞就近轉詳，咨請建寺祭祀等情，計稟送清冊到縣。據此，查該紳士等稟送陣亡各勇名冊，卑職前署嘉義縣任內均有報案可稽。茲據稟前情，理合備文詳請憲台察核，俯賜轉詳，咨請建祠祭祀，以順輿情，實為公便。除詳欽差大臣、幫辦大臣，為此備由另文同申，伏乞照詳施行，須至申者。
沈葆楨在接到稟文後，將稟文轉呈至朝廷，最後請獎照准。嘉義縣儒學傳集陳熙年、賴時輝、蔡行芳等人「捐資議建」，定於光绪元年（1875年）十一月二十八日於嘉義孔廟明倫堂右側動工興建嘉義昭忠祠，嘉義縣知縣雷其達稟稱：
……查同治元年間，戴逆倡亂，嘉邑兩次被圍，官民誓以死守。時有義民潘締等四十四名，力戰捐軀，奉准建祠，敝學立即傳集紳士陳熙年、賴時輝、蔡行芳、黃達瓊、王秉筠、高得宜、陳焜、魏秉淵、潘君壽、陳獻章、李錦春、陳登俊等捐資議建，擇於本年十一月二十八日興工，建立忠義祠在明倫堂之右，備移查照，等由，准此。並據本城紳士陳熙年、賴時輝、蔡行芳、黃達瓊、王秉筠、高得宜、陳焜、魏秉淵、潘君壽、陳獻章、李錦春、陳登俊等僉稟：議就城內明倫堂之右，建立忠義祠，定於本年十一月二十八日啟土興工，所用經費，由紳商士庶公捐辦理，等情前來。

### 與世長辭
光緒十年（1884年），中法戰爭爆發，賴時輝督辦團練局局務，但因積勞成疾而病倒。精通風水地理的他，曾在臥病之時親自選擇其壽墳。《嘉城賴仁記家譜》一書中清楚的紀載賴時輝自擇的墳墓方位：
公精地理，自擇墳地，豫為經營，洋洋鉅觀。東方來龍，平田起祖，中幹超超，左右護從。南有赤蘭，北有八獎，兩溪隨龍，會於雙廍、舊庄，龍由艮轉壬，到頭轉癸入手，穴座壬向丙，兼子午辛亥辛巳分金，水出丁口……穴收左畔，艮水入堂。堂前一字平案，案外水神灣抱，外水口在庚方，有塚鎖住水口，名土地公溝，會流於溪，三界埔山，環拱為近，案玉枕山，端正遠朝。穴後一宅，栽種竹木檳榔，以遮風煞，為五房公業。
在選擇完畢自己的墓位後，賴時輝趕緊召來自己的三個兒子、病死的二個兒子之媳婦以及一個姪子，當面向賴陳氏勸表達希望將其置產平分為六份，按房鬮分:103。閏五月初一日，嘉義縣知縣張星鍔親自前來探病，忽然聽聞團練局的大旗被暴風折斷的消息，而賴時輝也在不久後病逝。賴時輝病逝後，張星鍔感嘆道：「天不祿善人！」:103

## 身後
賴時輝死後，因墳墓尚未建造完成的緣故，仍停柩在堂:103。翌年（1885年）賴家宅第發生火災，賴時輝的靈柩也曾遭受波及:103。光緒十三年（1887年）七月十七日申時，始將賴時輝之棺槨安葬於崙仔頂庄，而墳墓於十月落成，共花費七千餘金:103。後人林緝熙在遊覽賴時輝之墓後有感而發，作有一首〈謁賴時輝先生墓〉:103：
|  | 偶為尋春謁墓庭，千秋令德草猶馨； 輝連五桂榮天廩，日映雙墳肅典型。 水繞赤蘭流獨遠，山橫玉枕氣偏靈； 熙朝更見孫枝茂，野老能言側耳聽。 |

光緒十六年（1890年）賴陳氏勸病逝，光緒十九年（1893年）與賴時輝合葬:145。

## 貢獻

### 興修水利
咸豐元年（1851年），賴時輝與林啟宗之子林廷槐在赤蘭溪岸邊建造糖廍，並在該溪上游構築坡道，截水開通水路，將原本的牛車路改築成為大圳（即達源埤），引水灌溉田地，從中抽收水穀。後為避免溪水暴漲，因此將石頭綑綁在岸上，以防水流沖刷，此地遂被附近居民命名為「白石岸」（又名白水岸:63）。咸豐五年（1855年），洪水成災，坡圳被水沖壞，而林庭槐意欲承坐糖廍，賴時輝感念林啟宗的「教讀之恩」，因此將糖廍和埤圳一併交予林廷槐管理，圳務遂廢弛，直至光緒十三年（1887年），才進行重修。
賴時輝於咸豐、同治年間出資墾築荒廢已久的北香湖（又名埤仔頭埤），並立有石碑:135。

### 設育嬰堂
同治六年（1867年），賴時輝與陳熙年倡捐經費，重興嘉義縣育嬰堂:144。光緒元年（1875年），倡捐三百金，又與黃家合買王家海豐厝庄（今台南市白河區玉豐里:205）、菜公厝等處，大租穀年收三百餘石，價銀一千餘元，當作育嬰堂之金費。浙江羅山人陳尚惠:173（字傭士:173，同治年間拔貢生，光緒年間渡臺:173）自郡與賴時輝、陳熙年一同共事育嬰堂:173。後人有詩感懷賴時輝之功德:74：
|  | 棄兒燒盡斷頭香，無數豬砧腳下殤。 今日天教逢救主，人間倡設育嬰堂。 |

### 設立義學
同治十一年（1872年），賴時輝在崙仔頂公館設立義塾，親自聘請教師，教師費五十元。至甲申年（1884年）瘟疫爆發，此義學遂廢。

### 興設交通
賴時輝在同治年間與陳熙年一同於牛稠溪設立義渡。後人有詩吟詠:72：
|  | 當年義渡蹟猶殘，一碣隆隆石骨班。 溪是牛稠逢大水，往來竹筏濟其間。 |

亦有詞〈牛溪〉一篇:72：
|  | 牛溪晚渡，竹筏安全，不愁滅頂，那怕浪滔天，往來人，交通便利。在當時，無老無少，皆謂賴時輝、陳熙年，首倡先，不惜金錢，提供義捐，結此一方善緣。碣石皇然，屹立溪邊，百年來，時世變遷，遺跡化春煙，即此諸羅八景，俚語一篇，藏諸敝篋，留與後人傳。 |

賴時輝也在同治年間以新店尾（今嘉義市中庸里）路側（後稱府路巷:144，今嘉義市西區國華街）為起點，在道路上鋪設石板:144。此石板路途經下菜園、番仔溝（今嘉義市西區福全里:183）等地，終止於臺灣府大路:144。至臺灣日治時期，道路上仍有零星石板留存:144。

在上茄苳（於今台南市後壁區嘉田村、嘉民村一帶:163）地區附近，有一條「北隙溝」，「為通台南、北要衝，水深莫涉」。地方上的鄉人「或橫木為橋，或架竹而渡」，讓往來此地的旅客相當困擾。光緒元年（1875年），嘉義生員黃瓊華曾在此建造木橋，後仍腐朽不堪。光緒十年（1884年）四月，賴時輝與陳熙年將木橋改建為石橋，希望此橋「庶得貽諸永遠，安固無虞」，故取名為「永安橋」並立有石碑，寫道：
| “ | 北隙之溝，處嘉邑之西南，距城十有八里，為通台南、北要衝，水深莫涉。在昔村人，或橫木為橋，或架竹而渡，每經霖雨，奔浪漂沒，往來行旅苦之。光緒元年春，黃君瓊華曾備工料，寬造木橋；奈經久朽壞，履險堪虞。年與輝興念及此，不無惻然！因商換木以石，較為穩便。遂合貲力，厥盡經營；惟是兩岸邊界犁鋤易礙，爰立石以昭垂，冀村農而保護。庶得貽諸永遠，安固無虞，乃名其橋曰「永安橋」。是為記。 大清光緒十年孟夏，嘉城內陳熙年、賴時輝同立。 | ” |

### 滅火施藥
昔時房屋多為木造、竹造，容易失火，賴時輝、陳熙年乃一同合資購買滅火器具，以備不時之需:144。《嘉義縣志稿》紀載其：「每遇火警，則率店員及家人，前往灌救。」另外，賴時輝開設「德和生藥鋪」、「德和熟藥鋪」，給予窮人診治:144。